# Святцы (деревня)
Святцы — деревня в Селивановском районе Владимирской области России, входит в состав Малышевского сельского поселения.

## География
Деревня расположена в 11 км на северо-восток от центра поселения села Малышево и в 18 км на юго-запад от райцентра рабочего посёлка Красная Горбатка.

## История
В старину село Святец принадлежало к Муромско-Рязанской епархии. По писцовым книгам Муромского уезда 1627-30 годов, село значится пожалованным царем Михаилом Федоровичем братьям Плещеевым «за московское осадное сиденье в королевичеве приходе под Москву». В селе в то время была ветхая церковь Успения Пресвятой Богородицы с приделом святых мучеников Флора и Лавра. По окладным книгам Рязанской епархии за 1676 год в селе Святцах значилась церковь Успения Пресвятой Богородицы, приходских дворов в селе: двор Никифора Плещеева, в котором жил дворник, и 87 дворов крестьянских. В 1709 году вместо старой построена была новая деревянная церковь, которая была обновлена в 1809 году. Престолов в церкви было два: главный в честь Успения Пресвятой Богородицы, в приделе теплом во имя святой мученицы Софии. Приход состоял из села Святцов и деревень: Переложникова, Знаменки, Ярцева. В селе Святцы с 1887 года существовала церковно-приходская школа, учащихся в 1896 году было 28. В годы Советской Власти церковь была утрачена.
В конце XIX — начале XX века село входило в состав Тучковской волости Судогодского уезда.
С 1929 года деревня входила в состав Переложниковского сельсовета Селивановского района.

## Население
| 1859 | 1905 | 1926 | 2002 | 2010 | 2021 |
| ---- | ---- | ---- | ---- | ---- | ---- |
| 524  | ↗689 | ↘606 | ↘58  | ↘31  | ↘25  |